# Tercera epístola a los corintios

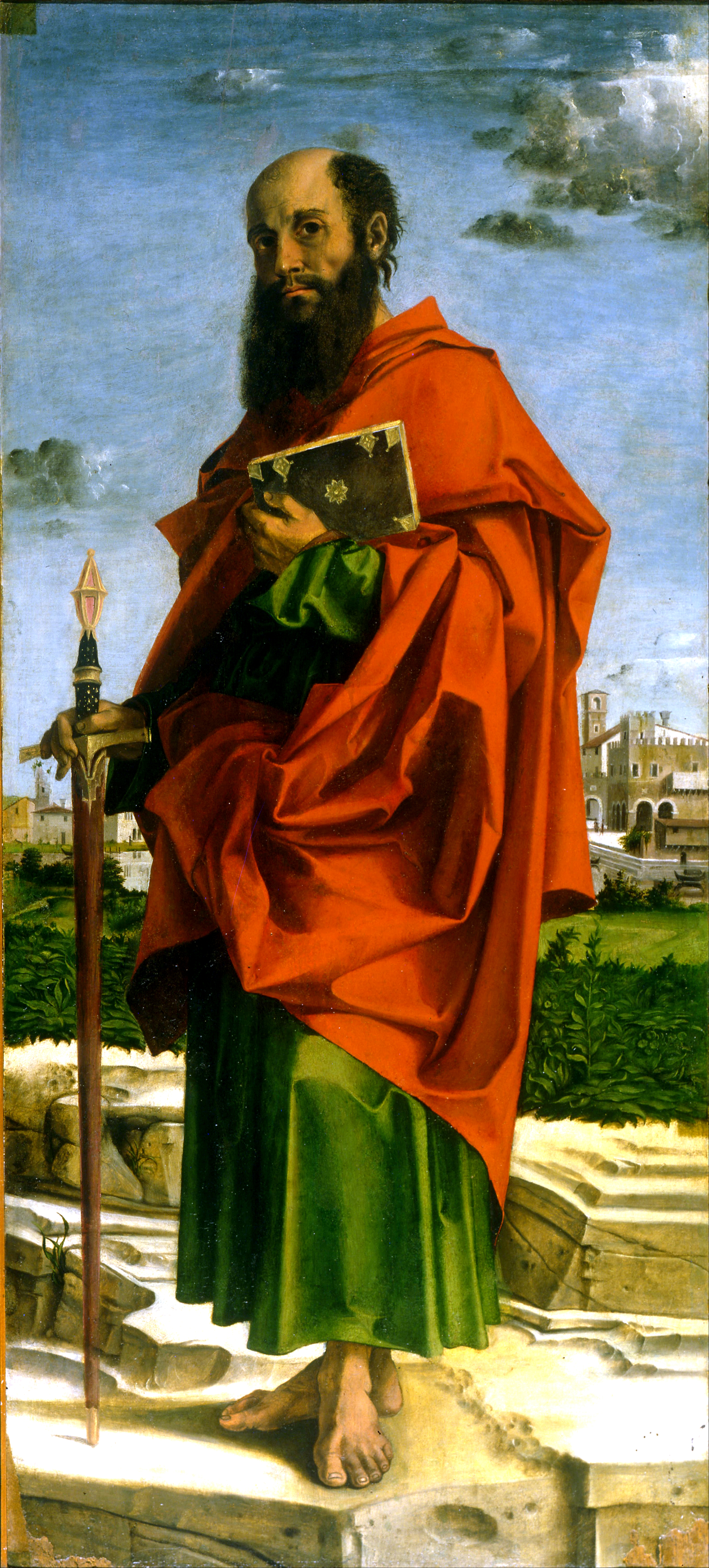
San Pablo de Bartolomeo Montagna - Google Art Project.jpg

La Tercera epístola a los corintios es un texto pseudoepigráfico bajo el nombre del apóstol Pablo. También se encuentra en Hechos de Pablo, y se enmarca como una respuesta a la epístola de los corintios a Pablo. La copia más antigua existente es el Papiro Bodmer X.
En Occidente, no era considerada canónica en el siglo IV, pasando a formar parte de los apócrifos del Nuevo Testamento. En el Este, en la Iglesia ortodoxa siríaca, Afraates (c. 340) la trató como canónica y Efrén el Sirio (m. 373), aparentemente también, pues escribió un comentario sobre ella. La Doctrina de Addai la incluye, pero no figuró en la traducción siriaca de la Biblia, la Peshitta, (pero tampoco eran 2-3 Juan, 2 Pedro, Judas, o Apocalipsis, que son prácticamente reconocidos universalmente como canónicos, véase Antilegomena). Aunque parte de la Oskan Armenian Bible de 1666, fue colocada en un apéndice de la Zohrab Armenian Bible de 1805 que sigue el canon de la Vulgata, y no es considerada actualmente parte del Nuevo Testamento ortodoxo armenio. No fue parte de la lista canónica de Anania Shirakatsi en el siglo VII, pero fue incluida en las listas canónicas de Mechitar de Ayrivank` (siglo XIII) y de Gregory Tat`ew (siglo XIV).
El texto está estructurado como un intento de corregir las supuestas malas interpretaciones de las anteriores Primera y Segunda Epístola a los Corintios que el autor (normalmente llamado «pseudo-Pablo») ha notado debido a la (igualmente dudosa) Epístola de los corintios a Pablo. De acuerdo con la parte precedente de los Hechos de Pablo, cuando la carta fue escrita cuando Pablo estaba en la cárcel, por causa de Estratónice, la esposa de Apolófanes. En particular, la epístola busca corregir la interpretación de la frase «la carne y la sangre no pueden heredar el reino de Dios», a partir de la cual algunos enseñaban que la resurrección de los muertos no puede ser física.
Los gnósticos eran conocidos por citar esa parte de 1 Corintios, enfureciendo a los cristianos como Ireneo que afirmaban que los muertos eran físicamente, más que espiritualmente, resucitados. Ireneo comentó: «Todos los herejes siempre citan este pasaje». Se considera que el argumento de los gnósticos ganó tanto terreno que algunos cristianos ortodoxos sintieron la necesidad de forjar 3 Corintios para contrarrestarlos.
Según la Enciclopedia Católica:
La antigua Iglesia siria (de Edesa) reverenció como canónica una Tercera Epístola de San Pablo a los Corintios, que va acompañada de una carta de los pastores de dicha Iglesia, para la cual es una respuesta. Pero sobre el comienzo del siglo V la Iglesia siria cayó bajo la influencia de la griega, y en consecuencia, la carta espuria perdió gradualmente su estatus canónico. Fue tomada por los cercanos armenios, y durante siglos ha formado parte del Nuevo Testamento armenio. Escritores latinos y griegos están en completo silencio sobre este pseudógrafo, aunque se han encontrado ejemplares griegos y latinos. Se propuso, obviamente, que era la carta paulina genuina perdida mencionada en I Cor. v, 9; vii, 1. Fue compuesta por un presbítero sobre 160-170, y es un ataque disfrazado de algunos de los principales errores del gnosticismo. Esta larga correspondencia tenía una circulación independiente, pero recientemente se ha demostrado que el documento fue incorporado en los Hechos de San Pablo.